# Station Ludwigsburg
Station Ludwigsburg is een spoorwegstation in de Duitse plaats Ludwigsburg.   